# 生月島

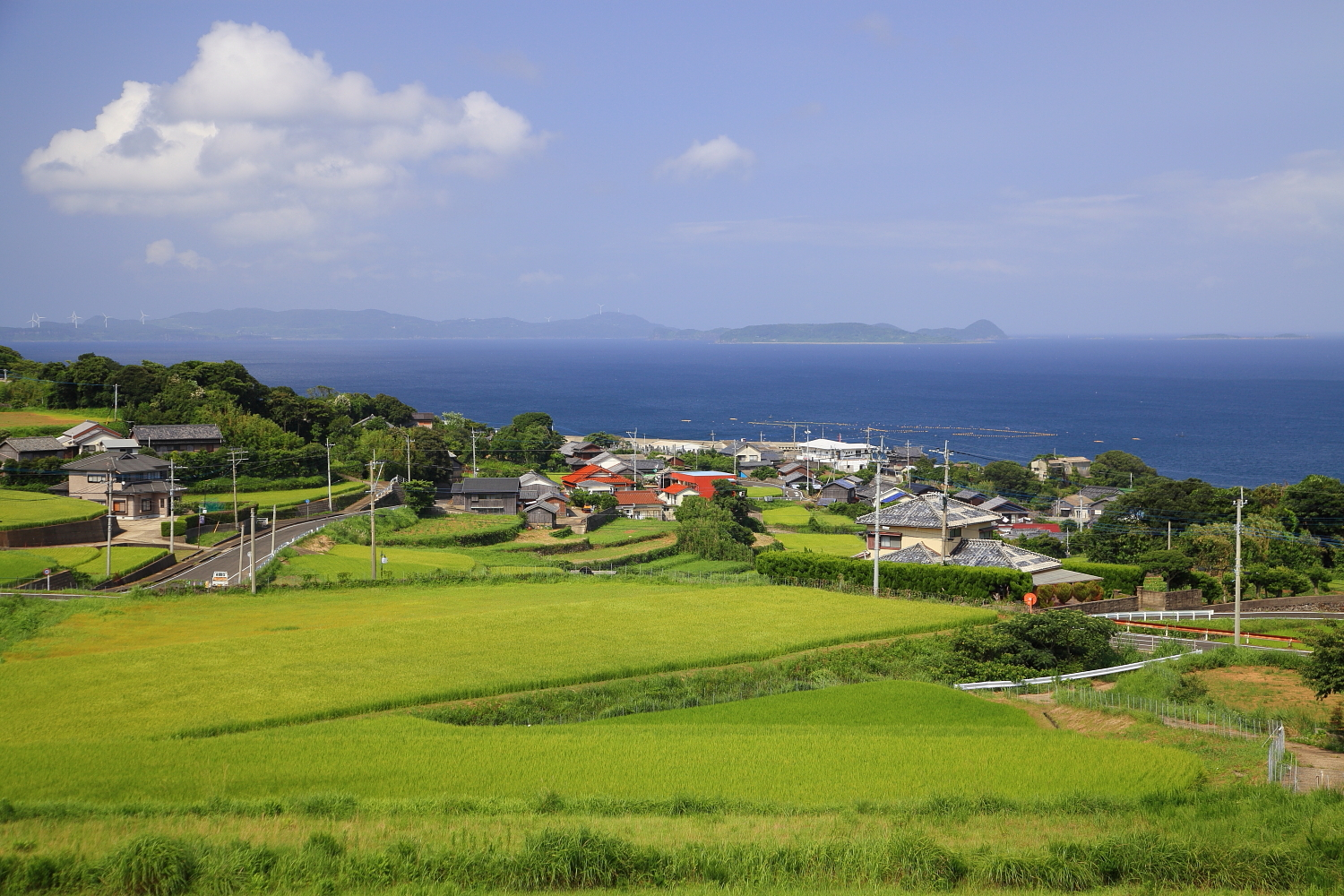
夏の生月島（里免付近、2014年（平成26年）7月）。
向こう側の海に浮かぶのは的山大島と度島。

生月島（いきつきじま、いきつきしま）は、長崎県の平戸島の北西にある島（有人島）である。全島が長崎県平戸市に属する（2005年10月1日の現平戸市発足以前は北松浦郡生月町）。

## 地理

生月島の空中写真。2016年10月4日撮影の35枚を合成作成。
。

平戸島北西端の呼崎から辰ノ瀬戸を挟んで北西に位置する。南北約10km・東西約2kmの島で、南北に細長い形をしている。辰ノ瀬戸の最も狭い部分は約700mで、ここに1991年（平成3年）に生月大橋が開通し、平戸島と結ばれた。
島の東側はゆるやかな丘陵状になっている一方、東シナ海を望む西側には断崖が随所にあり、海岸の一部は西海国立公園に指定されている。そのため各施設や民家はほとんどが島の東側に集中している。
- 面積 - 16.57km2
- 人口 - 7,014人（2005年国勢調査確定値）[3]

## 歴史
戦国時代に、生月島南部の領主で平戸松浦氏の重臣だった籠手田安経がキリスト教（カトリック）の洗礼を受けてキリシタンになり、その後イエズス会宣教師のガスパル・ヴィレラやルイス・デ・アルメイダらが生月島で布教をおこなって約2,500人の島民のうち800人ほどがキリシタンとなった。16世紀末にはほぼ全島民がキリシタンとなったが、その後の禁教令により島を離れたり殉教したり、また多くの島民が隠れキリシタンとして密かに先祖から受け継いだ信仰を維持する道を選んだ。現在は、島内に2ヶ所のカトリック教会があるが、いまも潜伏時代の隠れキリシタンの信仰形態をそのまま受け継いでいる人も多くいる。
江戸時代には益富組を中心とした沿岸捕鯨が活発に行われ、平戸藩の財政を支えていた。1962年に芥川賞を受賞した宇能鴻一郎『鯨神』は、島の捕鯨をモデルとした小説である。
戦後は東シナ海の巻網漁業に進出、最盛期には20以上の大型巻網漁船団を擁し、島の経済は大いに潤った。近年は漁獲量の減少などにより船団数も激減している。

### 島名の由来
生月（いきつき）という島名の由来は、遣隋使・遣唐使の時代に中国から日本へ帰国する旅人が、船上からこの島を見つけると、無事に帰ってこられたと安心してホッと息をついたことから、といわれている（よく壱岐・対馬の一部と思われることがあるが、所在場所は全く異なる）。

## 交通
かつては平戸島の薄香港や旧田平町の田平港（平戸口桟橋）からフェリーが就航していたが、1991年7月31日に平戸島と生月島を結ぶ生月大橋が開通し、現在は平戸大橋（国道383号）から長崎県道19号平戸田平線・生月大橋（長崎県道42号平戸生月線）を経由してのアクセスがほとんどである（平戸 - 生月のフェリー航路は生月大橋開通に伴い廃止・野母商船の博多 - 福江航路の上り便が生月島の舘浦港に寄港していたが、2007年以降は通過している）。
公共交通機関としては生月自動車が平戸桟橋 - 生月間と島内で路線バスを運行している。2003年までは西肥自動車も平戸から乗り入れており、佐世保市（佐世保駅前）から生月島までの直通便もあったが、現在は平戸で乗換えを要する。

## 施設

### 行政
- 平戸市生月支所（旧生月町役場）

### 教育機関
- 平戸市立生月中学校
- 平戸市立生月小学校
- 平戸市立山田小学校

## 名所・観光スポット
- 生月大橋
- 道の駅生月大橋
- 平戸市生月町博物館「島の館」
- 生月大魚籃観音
- カトリック山田教会

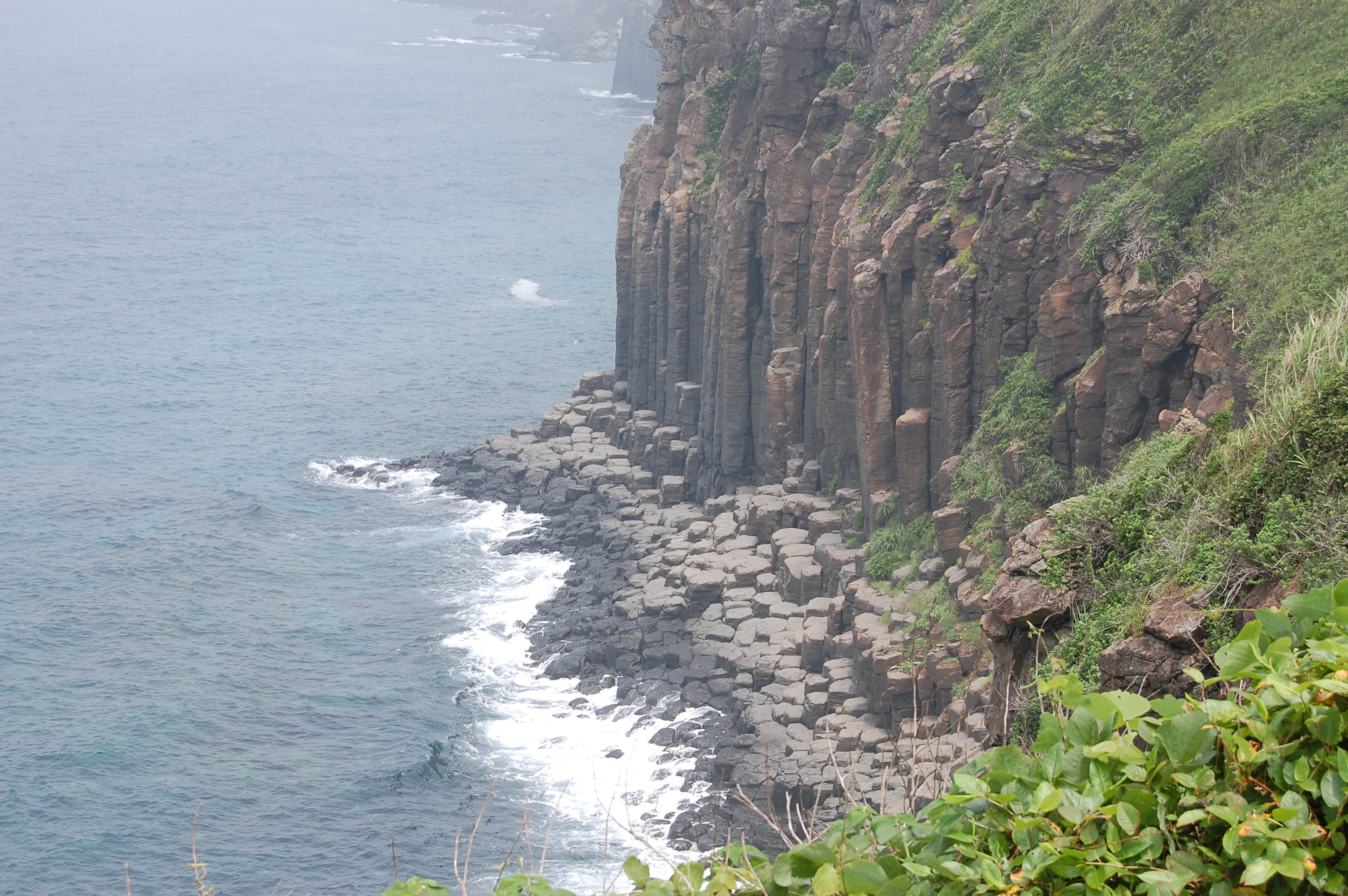
塩俵の断崖

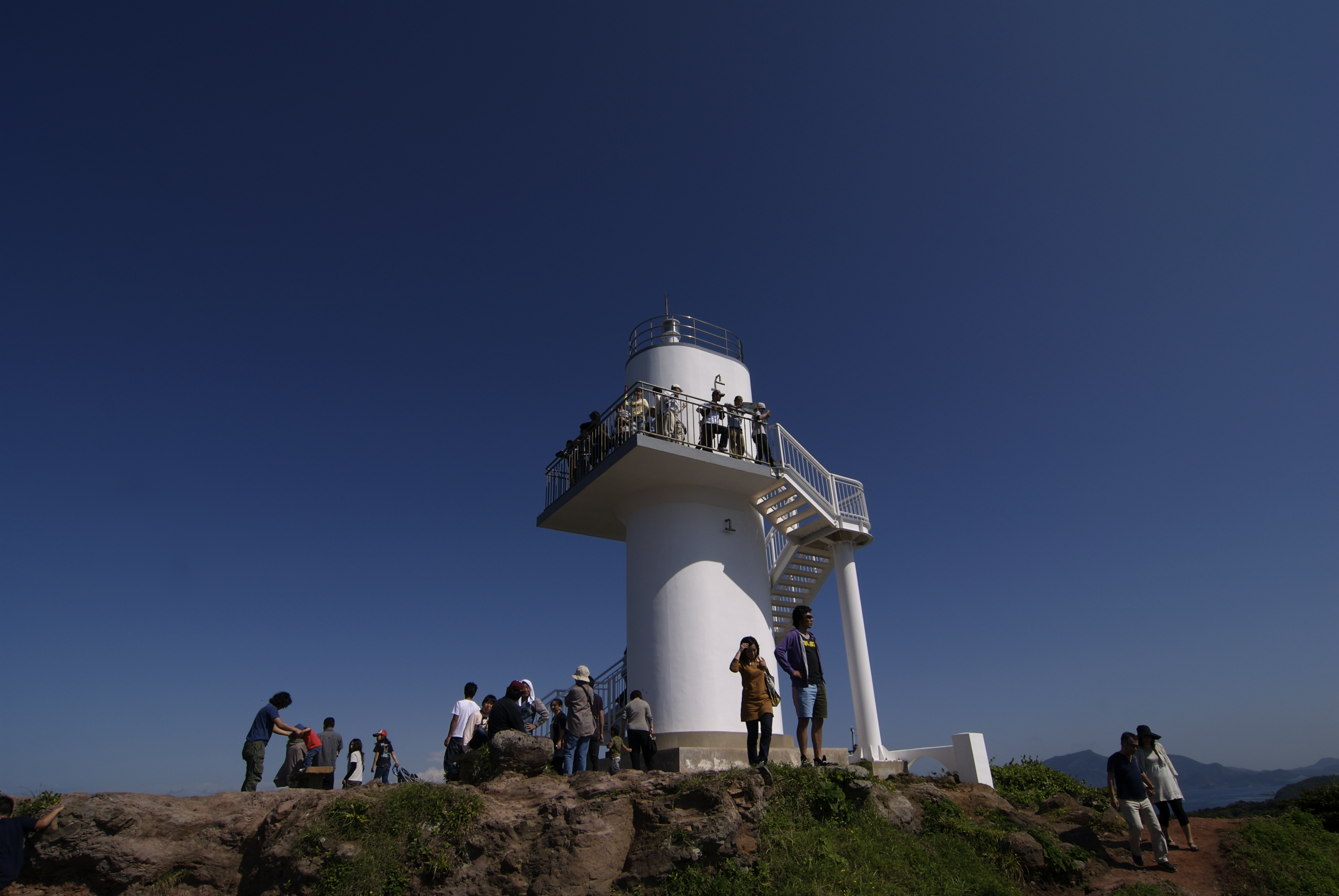
大碆鼻（おおばえ）灯台

- ガスパル様（カトリックの福者ガスパル西玄可の殉教地。「黒瀬の辻」とも呼ばれる）
- 塩俵の断崖
- サンセットウェイ

生月島の西海岸沿いに伸びる約10 km続く道路で、そそり立つ断崖と東シナ海に挟まれたところを道が通る。ガードレールはほとんどなく、展望がよいシーサイドの快走路として知られ、夕日の観光スポットにもなっている。
- 大碆鼻灯台
- 生月長瀬鼻灯台